# Fußball in München
Der Fußball in München hat eine lange Tradition. Es begann gegen Ende des 19. Jahrhunderts und spielte durchgängig eine wichtige Rolle im deutschen Fußball.

## Geschichte

Mitglieder von Münchens vermutlich ältestem Fußballverein „Terra Pila“ auf der Theresienwiese in den späten 1890er Jahren

1896 wurde mit dem Verein für Rasensportarten Terra Pila der vermutlich älteste Fußballverein der Stadt gegründet, der drei Jahre später von einem Teil der Mitstreiter zum 1. Münchner FC 1896 umgewandelt wurde. Die Fußballaktivitäten des mittlerweile nicht mehr bestehenden Vereins wurden allerdings bereits 1910 eingestellt. Ein Jahr nach Terra Pila wurde 1897 mit der Fußballabteilung im MTV München von 1879 die älteste noch bestehende Münchner Fußballmannschaft gegründet. Nachdem ein Teil der Fußballmannschaft sich mit dem Hauptverein überworfen hatte, weil dieser es abgelehnt hatte, dem Süddeutschen Fußballverband beizutreten, gründeten die abtrünnigen Spieler mit dem FC Bayern München einen neuen Verein. In den Jahren vor dem Ersten Weltkrieg waren diese beiden Fußballmannschaften die großen Konkurrenten in München.

Nach dem Ersten Weltkrieg fiel der MTV immer mehr in die Bedeutungslosigkeit zurück, während dem FC Bayern mit dem FC Wacker und dem TSV 1860 zwei neue Konkurrenten in der Stadt erwuchsen. Dabei genoss der FC Wacker zwischen den beiden Weltkriegen die höchsten Sympathiewerte bei den Münchner Fußballfans. Doch unmittelbar nach dem Zweiten Weltkrieg endete die große Zeit der „Blausterne“ und es kristallisierte sich in der bayerischen Landeshauptstadt die Vormachtstellung der „Bayern“ und „Sechziger“ heraus, die etwa bis 1970 anhielt. Mit dem Abstieg der Sechziger am Ende der Saison 1969/70 in die Regionalliga Süd begann der schleichende Niedergang der Sechziger, die nach dem Lizenzentzug von 1982 in die drittklassige Bayernliga abstiegen. Dort trafen sie in der Saison 1982/83 erstmals wieder in Punktspielen auf den FC Wacker. Die Sechziger verbrachten den Rest der 1980er Jahre in der Bayernliga und spielten in der Saison 2017/18, nach dem Abstieg aus der 2. Bundesliga und der Lizenzverweigerung für die 3. Liga, sogar erstmals in der Vereinsgeschichte nur viertklassig in der Regionalliga Bayern. Während der Zeit des schleichenden Niedergangs der Sechziger hat der FC Bayern seine sportliche Vormachtstellung nicht nur in München, sondern längst auch in Deutschland gefestigt.

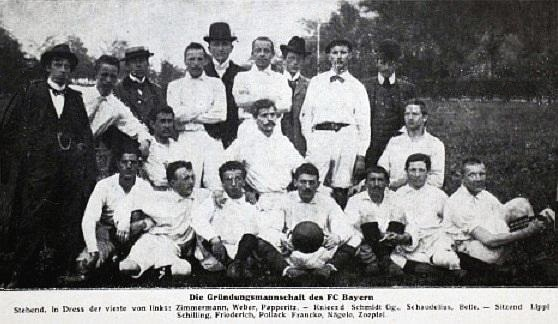
Die Gründungsmannschaft des FC Bayern München (1900)

## Trivia
So war München über insgesamt 18 Spielzeiten mit zwei Vereinen in der Bundesliga vertreten und somit länger als jede andere Stadt (Hamburg folgt mit sieben gemeinsamen Jahren von HSV und FC St. Pauli mit einigem Abstand auf Platz 2). Was aber noch mehr ins Gewicht fällt: München ist die einzige Stadt, die bereits zwei Bundesliga-Meister stellte. Und 1966, im Meisterjahr der Sechziger, gewann der FC Bayern den DFB-Pokal, so dass die in der Öffentlichkeit so gegensätzlich wahrgenommenen Vereine gemeinsam das erste „Double“ für die Stadt München gewannen.

## Geschichte der wichtigsten Münchner Fußballvereine

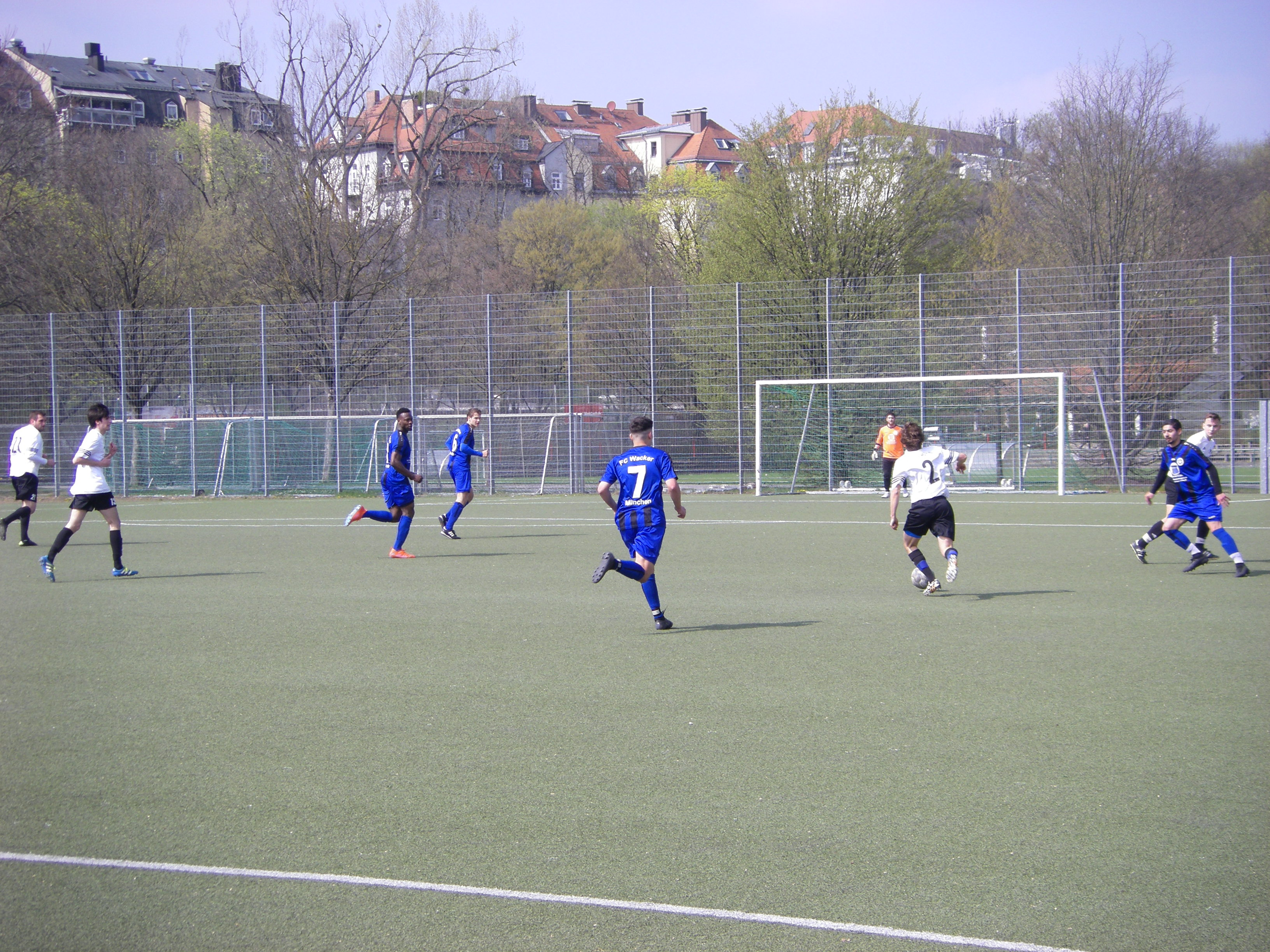
Münchner Traditionsderby zwischen FC Wacker and MTV 1879 (2018/19)

Erstmals in der Saison 1901/02 wurde eine Münchner Stadtmeisterschaft ausgetragen, die in den ersten Jahren wiederholt vom FC Bayern München gewonnen wurde.
Mit Beginn der Saison 1904/05 wurde erstmals die Gaumeisterschaft Oberbayern ausgetragen, an der jedoch nur Münchner Vereine teilnahmen und die daher mit der Münchner Stadtmeisterschaft gleichzusetzen war. Das bis zur Saison 1908/09 alljährlich ausgetragene Turnier wurde dreimal vom MTV 1879 und zweimal vom FC Bayern gewonnen.
Durch die in der Saison 1909/10 eingeführte Ostkreis-Meisterschaft trafen die Münchner Vereine in der Staffel Süd erstmals auch auf Vereine anderer Städte im Süden Bayerns, wie in diesem Fall den MTV Augsburg, sowie deren beide beste Vertreter (auch in dieser Spielzeit der FC Bayern und der MTV 1879) in der Endrunde auf die beiden besten Mannschaften der Staffel Nord, den 1. FC Nürnberg und die SpVgg Fürth. In der Endrunde 1909/10 gewann der FC Bayern alle 6 Begegnungen und somit unangefochten die erste Ostkreis-Meisterschaft. In der folgenden Saison 1910/11 spielten alle bayerischen Mannschaften in einem Rundenturnier mit zehn Mannschaften, darunter Münchens vier beste Vereine FC Bayern (der seinen Titel erfolgreich verteidigen konnte), der MTV 1879, der FC Wacker und der TSV 1860. Die folgenden Spielzeiten wurden von den beiden fränkischen Rivalen dominiert, die den Titel des Ostkreismeisters bis zum Ende des Ersten Weltkriegs unter sich aufteilten (die „Kleeblätter“ aus Fürth waren viermal erfolgreich, die „Clubberer“ zweimal), während die Münchner Vereine die einzelnen Spielzeiten beinahe regelmäßig in derselben Reihenfolge abschlossen; das heißt, der MTV 1879 war der größte sportliche Konkurrent des FC Bayern und 1860 nur die Nummer 4. Am Ende der Saison 1912/13 mussten die Sechziger mit der Bilanz von 6–22 Punkten sogar den Abstieg der inzwischen auf acht Teilnehmer reduzierten Eliteliga hinnehmen und der Vorletzte FC Wacker konnte sich mit nur einem mehr erzielten Punkt (7–21) den Klassenerhalt sichern. Kriegsbedingt wurde der Ostkreis ab 1915 wieder in eine Nord- und eine Südstaffel unterteilt und am Saisonende standen sich die jeweiligen Staffelsieger aus dem Norden (Franken) und dem Süden (München) zur Ermittlung des Kreissiegers im Finale gegenüber. In der Saison 1915/16 erzielte 1860 als Sieger der Südstaffel seinen ersten nennenswerten Erfolg, unterlag aber im Ostkreis-Finale ebenso dem Sieger der Nordstaffel (1. FC Nürnberg) wie der FC Bayern in den beiden folgenden Jahren.
Nach dem Ende des Ersten Weltkriegs begann der Aufstieg des FC Wacker, der 1918/19 und 1920/21 Südbayerischer Meister wurde. Mit Beginn der Saison 1919/20 die Kreisliga Südbayern eingeführt, an der vorwiegend Vereine aus München teilnahmen. Diese Liga wurde weitgehend vom FC Bayern (bis Saison 1922/23 als TuSpV Jahn auftretend), dem FC Wacker und 1860 dominiert, während der MTV 1879 bald immer weiter an Bedeutung verlor und nicht an seine Erfolge vor dem Ersten Weltkrieg anknüpfen konnte. Grob klassifiziert, waren Bayern, 1860 und der FC Wacker die drei erfolgreichsten Münchner Vereine zwischen den beiden Weltkriegen. Doch innerhalb des deutschen Vereinsfußballs hinkte der Münchner Fußball lange der Konkurrenz hinterher. Denn bis zum Ausbruch des Ersten Weltkriegs (während des Kriegs fielen die Endrundenbegegnungen aus) war es keiner Münchner Mannschaft gelungen, sich für die Endrunde um die deutsche Fußballmeisterschaft zu qualifizieren.
Dies gelang als erstem Münchner Verein 1922 dem FC Wacker, nachdem dieser (ebenfalls als erster Münchner Verein) im selben Jahr die süddeutsche Fußballmeisterschaft gewonnen hatte. In den Endrundenspielen setzten sich die „Blausterne“ zunächst mit 5:0 gegen Arminia Bielefeld durch, unterlagen dann aber im Halbfinale dem Hamburger SV mit 0:4 beinahe ebenso deutlich. Als nächstem Münchner Verein gelang dem FC Bayern 1926 der Einzug in die Endrundenspiele, wo man jedoch bereits im Achtelfinale gegen Fortuna Leipzig ausschied. 1860 machte es im nächsten Jahr besser und konnte nach Siegen gegen Schalke 04 (3:1) und den VfB Leipzig (3:0) bis ins Halbfinale vorstoßen, wo man allerdings gegen den späteren Meister 1. FC Nürnberg (1:4) chancenlos war.
Ein besonderes Ausrufezeichen setzte der Münchner Fußball 1928, als sowohl der FC Bayern als auch der FC Wacker das Halbfinale erreichten und ein reines Münchner Finale um die deutsche Fußballmeisterschaft in greifbarer Nähe schien. Doch die Bayern wurden vom späteren Meister Hamburger SV (2:8) deklassiert und auch die Blausterne unterlagen, wenn auch nur knapp (1:2), gegen Hertha BSC.
So blieb es 1931 den Sechzigern vorbehalten, als erster Münchner Verein ins Finale um die deutsche Fußballmeisterschaft vorzudringen. Im Finale gegen den Titelverteidiger Hertha BSC waren die „Münchner Löwen“ die bessere Mannschaft und hätten es verdient gehabt, erstmals den Meistertitel nach München zu holen. Allein Schiedsrichter Fissenewerth hatte die Münchner Mannschaft um den Erfolg gebracht. Nahezu die gesamte deutsche Presse bedauerte die unglückliche 2:3-Niederlage der Sechziger und bejubelte München als die eigentliche Fußballhauptstadt Deutschlands. Die Geschehnisse der zweiten Halbzeit (zur Pause führten die Löwen mit 2:1) lesen sich in Axel Poldners Vereinsbiografie Mein Club: TSV 1860 München wie folgt: „Sechs Tore – darüber ist man sich im Rund einig –, sechs Tore für die Münchner hätten mindestens schon fallen müssen. Da setzt Mittelstürmer Huber in todsicherer Position zum dritten Tor an. In letzter Sekunde säbelt ihm die Berliner Abwehr die Beine weg. Elfmeter. Keine Frage. Wie das personifizierte Schicksal schreitet Schiedsrichter Fissenewerth zum Ort der Tat. Lachner bereitet sich auf den Elfmeter vor. Da – nein – Breunig (Anm.: der Trainer von 1860) schlägt die Hände vors Gesicht. Das Publikum tobt. Abstoß für Berlin.“ Doch die junge Löwen-Mannschaft zeigt sich wenig beeindruckt und spielt weiter nach vorn, so dass das 3:1 nur eine Frage der Zeit zu sein scheint. Da führen die Berliner einen Gegenstoß. „Dabei stehen zwei der Berliner, Torschütze Lehmann und Sobek, meterweit im Abseits. Die Sportpresse sieht es, die Trainer sehen es, das Publikum sieht es. Schiedsrichter Fissenewerth sieht es nicht. Und das ist entscheidend. Auch die Meinung des Linienrichters, der wie besessen immer wieder die Fahne schwenkt, kümmert den Mann im schwarzen Trikot nicht. Tor. 2:2. Als ob ihnen selbst nicht ganz wohl wäre, laufen die Berliner in die eigene Hälfte zurück. Das Publikum ist fassungslos. Das war doch Abseits. Ganz klar! … Zwanzig Sekunden vor Schluß bringt Schiedsrichter Fissenewerth das Faß schier zum Überlaufen. Er erkennt ein weiteres klares und unzweideutiges Abseitstor an. Die wütenden Proteste der Zuschauer verfolgen ihn in die Kabine.“ Nach dieser bitteren Niederlage blieb es ein Jahr später dem FC Bayern vorbehalten, durch einen 2:0-Finalsieg gegen Eintracht Frankfurt als erster Münchner Verein die deutsche Fußballmeisterschaft an die Isar zu holen.
Doch in den folgenden drei Dekaden wurde es wieder relativ ruhig um den Münchner Fußball, der bundesweit kaum mehr Akzente setzen konnte. Als einzige positive Ereignisse der nächsten 30 Jahre ragen die beiden Pokalsiege der großen Münchner Rivalen heraus, den die „Löwen“ 1942 und die „Bayern“ 1957 nach München holten. Ansonsten bildeten beide Vereine über weite Strecken und besonders während der gesamten 1950er Jahre nur Mittelmaß in der zwischen 1945 und 1963 bestehenden Fußball-Oberliga Süd, aus der beide sogar zwischenzeitlich absteigen mussten. Erst in den 1960er Jahren schlossen die beiden Münchner Rivalen wieder zu den Spitzenvereinen auf und mit dem Gewinn der süddeutschen Fußballmeisterschaft in der Saison 1962/63 qualifizierte 1860 sich für die Aufnahme in die ab der Saison 1963/64 neu eingeführte Bundesliga. Weil dem FC Bayern erst zwei Jahre später der Aufstieg in die Bundesliga gelang und die Sechziger die beiden ersten gemeinsamen Spielzeiten in der Abschlusstabelle jeweils vor dem FC Bayern beendeten, waren sie über fünf Jahre hinweg bis zur Saison 1966/67 tatsächlich Münchens sportliche Nummer eins im Ligaalltag. Allerdings war der FC Bayern zur gleichen Zeit als überhaupt erst zweiter deutscher Verein (nach Borussia Dortmund 1966) im Europapokal erfolgreich, als sie 1967 den Europapokal der Pokalsieger gewannen. 1860 hatte bereits 1965 als erster deutscher Verein das Endspiel um den Europapokal der Pokalsieger (und als überhaupt erst zweiter deutscher Verein im Europapokal nach Eintracht Frankfurt, die im Finale des Europapokals der Landesmeister 1960 gegen Real Madrid (3:7) gescheitert waren) gegen West Ham United erreicht, war aber am Endspielort in London gegen die dort beheimateten „Hammers“ am Ende mit 0:2 unterlegen.
Ab der Saison 1967/68 war der TSV 1860 dann nie wieder vor dem FC Bayern platziert und durch die beiden kommenden Spielzeiten (der FC Bayern gewann in der Saison 1968/69 seine erste Bundesligameisterschaft und die Sechziger stiegen am Ende der Saison 1969/70 in die Regionalliga Süd ab) hat der FC Bayern seine sportliche Vormachtstellung in den kommenden Jahren mehr und mehr zementiert.

## Fußballstadien

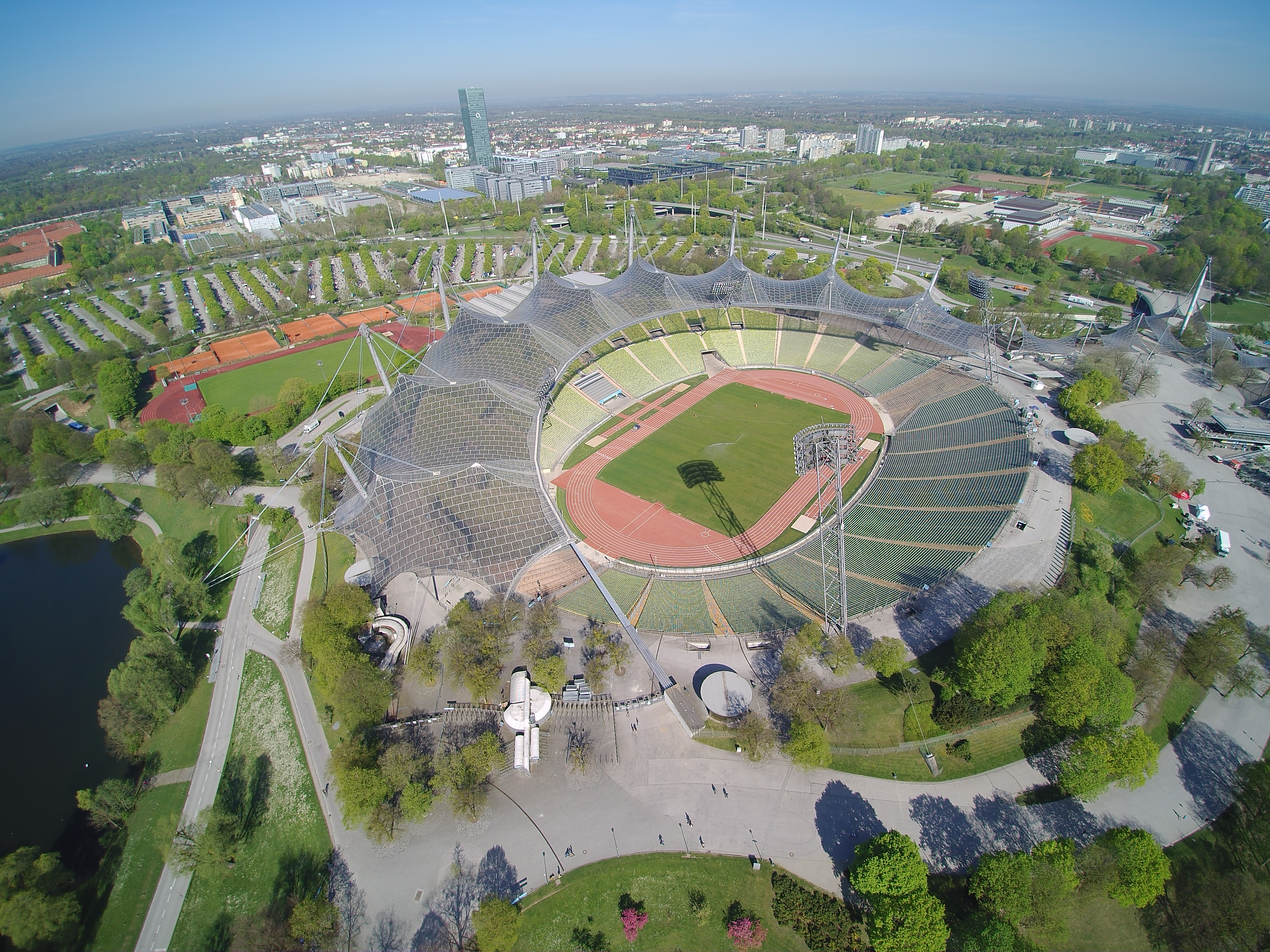
Das Olympiastadion, in dem die BR Deutschland 1974 ihren zweiten WM-Titel gewann

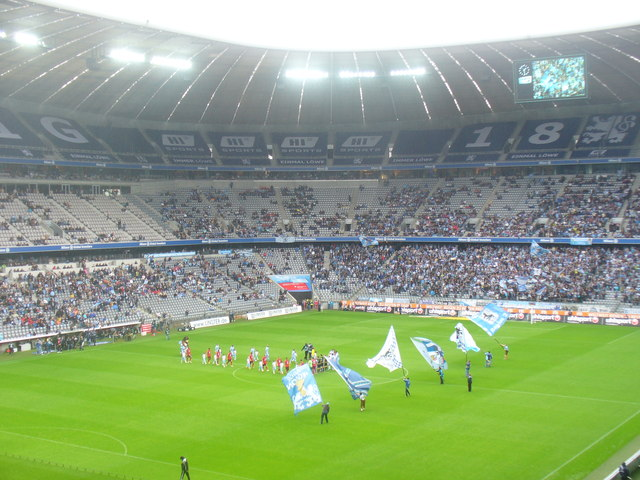
Bild aus vergangenen Zeiten, als 1860 noch in der Allianz Arena spielte

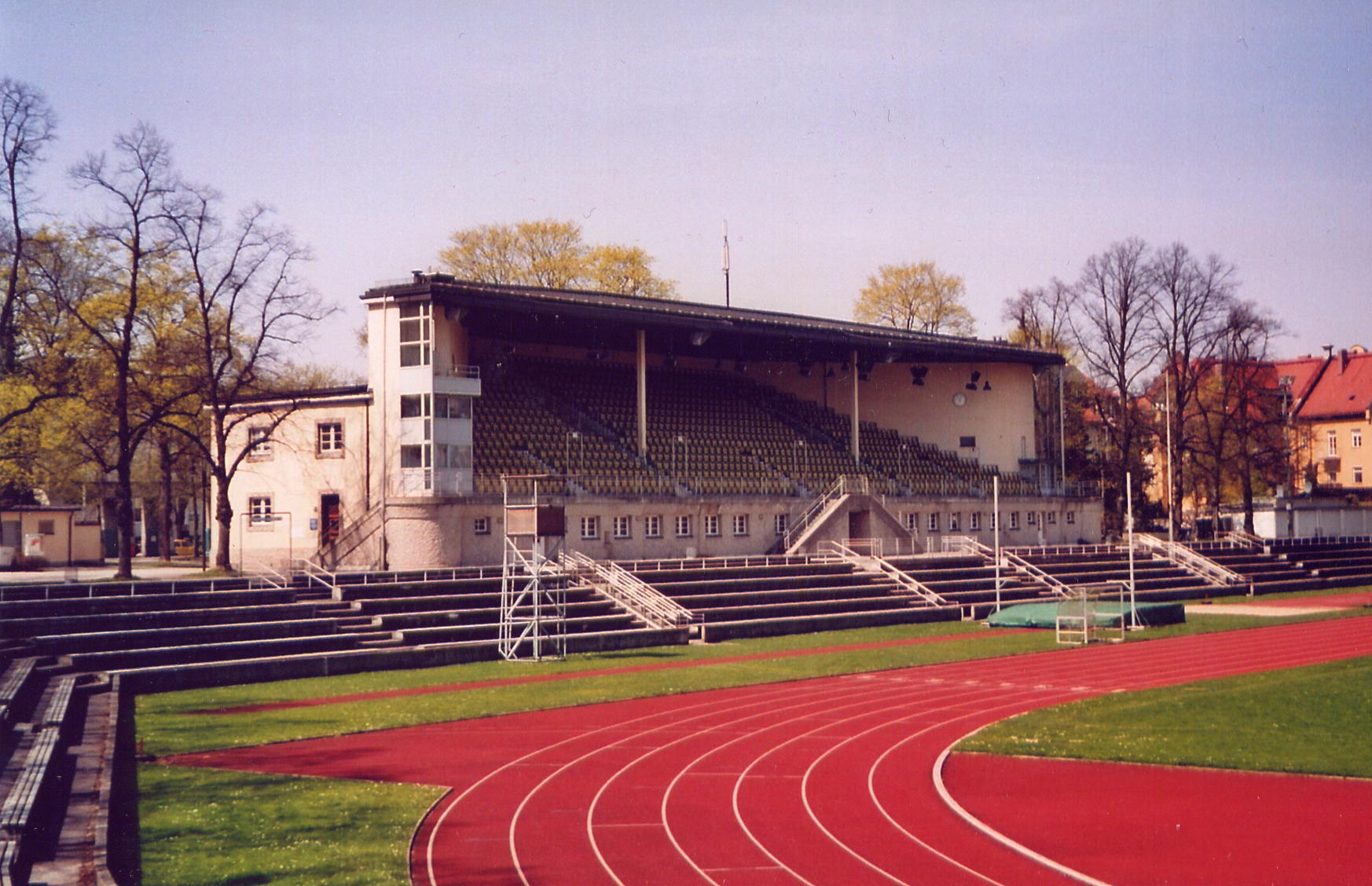
Tribüne des Stadions an der Dantestraße

Wie bereits eingangs erwähnt, wurde das Fußballspiel Ende des 19. Jahrhunderts zunächst auf der Theresienwiese betrieben. 1898 wurde auf dem Südteil dieses Geländes ein städtischer Sportplatz angelegt, dessen erste Nutzer die Mannschaften von Terra Pila und MTV 1879 waren.
Die Sportplatzfrage wurde schon bald zum existenziellen Problem der Münchner Fußballvereine, weil es nicht genügend Spielflächen für einen geregelten Spielbetrieb aller Mannschaften gab. Daher nahmen die Fußballmannschaften die beste Entwicklung, die aus großen etablierten Turnvereinen hervorgegangen sind (TSV 1860 und MTV 1879) oder sich einem finanzkräftigen Verein anschlossen. So schloss sich der FC Bayern 1906 dem etablierten Hockeyclub Münchner SC an und durfte deren von der Stadt München gepachteten Sportplatz an der im Stadtteil Schwabing gelegenen Leopoldstraße nutzen. An dieser Stelle entstand der erste Münchner Sport- und Fußballplatz mit überdachter Zuschauertribüne. Das Eröffnungsspiel fand am 15. September 1907 zwischen der „Fußballabteilung Bayern im MSC“ und dem FC Wacker statt und endete mit einem 8:1-Sieg der Gastgeber. In den nächsten Jahren errichteten auch die beiden großen Münchner Turnvereine MTV 1879 und TSV 1860 Sportanlagen mit Tribünen. Ebenso tat es der wohlhabende Radsportclub Monachia, dem die Fußballmannschaft des FC Wacker 1908 beigetreten war und die danach offiziell als „Fußball-Abteilung Wacker 1903 des SC Monachia“ auftrat Monachia errichtete einen Platz mit Tribüne an der Plinganserstraße und der MTV 1879 den MTV-Platz an der Marbachstraße (beide im Stadtteil Sendling), während die Anlage des TV München von 1860 sich an der Grünwalder Straße im Stadtteil Giesing befand. Somit standen in München bereits vor Ausbruch des Ersten Weltkriegs vier „Kleinstadien“ für größere Zuschauerzahlen zur Verfügung.
Die zunächst bedeutsamste Sportstätte war der um 1910/11 angelegte MTV-Platz, auf dem am 17. Dezember 1911 das erste Fußballländerspiel der deutschen Fußballnationalmannschaft auf Münchner Boden ausgetragen wurde. Es endete vor 6.000 oder. 8.000 Zuschauern mit einer 1:4-Niederlage gegen Ungarn.
Doch alle vier bestehenden Anlagen wurden 1921 durch die Eröffnung des Teutonia-Platzes auf dem Oberwiesenfeld an der Ecke zur Lerchenauer Straße in den Schatten gestellt. Zwischen 1923 und 1925 trug der FC Bayern seine publikumsträchtigen Heimspiele ebenfalls auf dem Teutonia-Platz aus. Weil das Oberwiesenfeld in den 1930er Jahren wieder verstärkt für militärische Zwecke genutzt wurde, musste der Platz 1936 aufgegeben werden. Doch bereits rund zehn Jahre vorher hatte man den Teutonia-Platz als nicht ausreichend für die Münchner Fußballbedürfnisse erkannt und es war der Initiative des TSV 1860 zu verdanken, dass er seine Anlage an der Grünwalder Straße 1925 ausbauen ließ, so dass das „Sechziger Stadion“ nach Abschluss der Bauarbeiten mehr als 20.000 Besuchern Platz bot. Fortan wurde das Stadion nicht nur vom Eigentümer genutzt, sondern auch von den Fußballmannschaften des FC Bayern und des FC Wacker. Bereits zwischen August und Oktober 1926 folgte ein weiterer Ausbau, durch den die offizielle Kapazität des Stadions auf 35.000 Besucher erhöht wurde.
Nachdem in den 1950er Jahren die Sechziger drei Spielzeiten nur in der zweiten Liga verbracht hatten und der FC Bayern auch eine Saison zweitklassig gespielt hatte, kam es in der Saison 1957/58 erstmals nach vier Jahren wieder zu einem Punktspielderby zwischen „Bayern“ und „Löwen“. Zu beiden Derbys drängten sich 40.000 Zuschauer ins Stadion an der Grünwalder Straße, das inzwischen bereits der Stadt gehörte, nachdem der TSV 1860 die daraus erwachsene Schuldenlast nicht mehr stemmen konnte. Den erneut aufkommenden Forderungen nach einem Münchner Großstadion erteilten sowohl der TSV 1860 als auch der FC Bayern eine Absage: „Ein Großstadion kann uns überhaupt nicht interessieren – es würde wahrscheinlich zu unserem Ruin führen. Was wir brauchen, ist ein Stadion, in dem 45.000 bis 50.000 Besucher wirklich etwas sehen.“ Daher erteilte der Stadtrat den Auftrag zu einem erneuten Ausbau des Städtischen Stadions an der Grünwalder Straße, womit bereits im Mai 1958 begonnen wurde.
Das seinerzeit zweitgrößte Münchner Stadion war das 1928 errichtete Städtische Stadion an der Dantestraße im Stadtteil Gern, das zum Zeitpunkt seiner Eröffnung knapp 20.000 Zuschauern Platz bot. Nachdem der FC Wacker zur Saison 1964/65 in die zweitklassige Regionalliga Süd aufgestiegen war, diente das „Dante-Stadion“ den „Blausternen“ als Heimspielstätte.
Mit Gründung der Bundesliga 1963 sollte sich das „Grünwalder Stadion“ aber doch bald als zu klein und unkomfortabel erweisen, so dass die Rufe nach einem Großstadion wieder laut wurden. Als bald darauf die Olympischen Sommerspiele 1972 nach München vergeben wurden, fand sich die lang ersehnte Lösung in der Errichtung des Münchner Olympiastadions, das auf dem Oberwiesenfeld entstand, auf dem sich rund 40 Jahre zuvor der Teutonia-Platz befunden hatte. Das mit der ersten Rasenheizung Deutschlands ausgestattete Olympiastadion galt lange als die hierzulande modernste Fußball-Arena. Bereits vor den Olympischen Spielen wurde das neue Stadion bei publikumsträchtigen Spielen von beiden Münchner Großvereinen als Heimspielstätte genutzt. Durch den in diesen Zeitraum fallenden Beginn der großen Ära des FC Bayern, der zwischen 1972 und 1974 seinen ersten Meisterschaftshattrick in der Bundesliga sowie in den drei folgenden Spielzeiten dreimal den Europapokal der Landesmeister (1974, 1975 und 1976) gewann, während die Sechziger ihr Dasein in der Zweitklassigkeit fristeten, wurde das Olympiastadion in der Öffentlichkeit zunehmend als „Bayern“-Stadion wahrgenommen. Dennoch stellte selbst der damalige Bayern-Präsident Wilhelm Neudecker fest: „Das Stadion an der Grünwalder Straße hat ein Fluidum, das dem Olympiastadion fehlt.“
Im Münchner Olympiastadion erzielte die deutsche Fußballnationalmannschaft im Finale der in der BR Deutschland ausgetragenen Fußball-Weltmeisterschaft 1974 gegen die niederländische Fußballnationalmannschaft ihren zweiten WM-Titel. Die Weltmeistermannschaft bestand mehrheitlich aus Spielern, die zum Zeitpunkt des WM-Turniers beim FC Bayern unter Vertrag standen. Diese sechs Spieler waren Sepp Maier (mit seinen Paraden verteidigte er die 2:1-Pausenführung bis zum Ende), Franz Beckenbauer, Katsche Schwarzenbeck, Uli Hoeneß sowie die beiden Torschützen Paul Breitner (mit einem harten und platzierten Strafstoß glich er die frühe Führung der Niederländer aus) und Gerd Müller, der mit einem „unverwechselbaren Müller-Tor“ den Endstand unmittelbar vor der Halbzeitpause herstellte.
Im Olympiastadion wurde ferner das allererste Finale der Champions League 1992/93 ausgetragen, das Olympique Marseille mit dem früheren Sechziger Rudi Völler 1:0 gegen den AC Mailand gewann. Auf der Tribüne drückte ferner die Bayern-Ikone Franz Beckenbauer den zwei Jahre zuvor von ihm trainierten Südfranzosen die Daumen. Auch das Finale der Champions League 1996/97 wurde im Olympiastadion ausgetragen, womit Borussia Dortmund als zu dieser Zeit größter sportlicher Rivale des FC Bayern auf nationaler Ebene ausgerechnet in „deren Stadion“ als erster deutscher Verein (3:1 gegen Juventus Turin) den Champions-League-Titel gewann.
Wie das Olympiastadion für ein internationales Großereignis (Olympia 1972) errichtet wurde, so auch rund 30 Jahre später die Allianz Arena. Denn ohne die nach Deutschland vergebene Fußball-Weltmeisterschaft 2006 wäre die Allianz Arena kaum denkbar. Zu ihrer Realisierung war aber ebenso die einvernehmliche Zusammenarbeit der Münchner Großvereine FC Bayern und TSV 1860 unumgänglich. Denn für ein vom FC Bayern eigenverantwortlich vollzogenes Stadionprojekt hätte es wahrscheinlich keine öffentliche Finanzierung der Erschließungskosten gegeben. In einer beispiellosen Medienkampagne wurde der Öffentlichkeit immer wieder berichtet, dass die beiden großen Münchner Fußballvereine allein die Baukosten von rund 340 Millionen Euro für die Arena stemmen würden. Verschwiegen wurde dabei jedoch, dass die Erschließungskosten von rund 200 Millionen Euro von der öffentlichen Hand finanziert wurden, womit letztendlich der Steuerzahler einen nicht unerheblichen Teil der Gesamtrechnung trug. Doch schon bald zeigte sich, dass der TSV 1860 sich mit diesem Projekt maßlos übernommen hatte. Noch vor der WM 2006 verkaufte der krisengeschüttelte Verein, der 2004 aus der Bundesliga abgestiegen war, seine Anteile für elf Millionen Euro an den FC Bayern, der durch diesen Deal Alleineigentümer der Allianz Arena wurde.
Der Bundesliga-Heimstart in die neue Arena verlief ganz im Sinne des FC Bayern. Das erste Heimspiel am 5. August 2005 gegen Borussia Mönchengladbach wurde 3:0 gewonnen und auch in den nächsten vier Heimspielen (3:0 gegen Hertha BSC, 1:0 gegen Hannover 96, 2:0 gegen den VfL Wolfsburg und 4:0 gegen den MSV Duisburg) blieb die Mannschaft ohne Gegentor. Den ersten Gegentreffer musste der FC Bayern in der ersten Minute des sechsten Heimspiels durch den Nationalstürmer Miroslav Klose hinnehmen. Doch am Ende wurde auch Werder Bremen (3:1) bezwungen und es folgten weitere Erfolge, so dass der FC Bayern seine ersten elf Bundesliga-Heimspiele in der Arena gewann. Die erste Niederlage folgte im 12. Heimspiel am 4. März 2006 gegen den Hamburger SV, das 1:2 verloren wurde. Nach der 1:2-Heimniederlage gegen den FSV Mainz 05 am 2. März 2016 blieb der FC Bayern seit dem folgenden 5:0-Heimsieg gegen Werder Bremen am 12. März 2016 nunmehr in insgesamt 38 aufeinanderfolgenden Bundesliga-Heimspielen unbesiegt, ehe am letzten Spieltag der Saison 2017/18 der VfB Stuttgart mit einem 4:1-Sieg alle drei Punkte aus Fröttmaning mitnahm.
Damit hatte der FC Bayern seinen alten Rekord vom Olympiastadion eingestellt, in dem er vom Start weg in 36 Heimspielen ungeschlagen blieb. Dort hatten die Bayern seinerzeit einen „Einstand nach Maß“, als sie in ihrem Debütspiel am 28. Juni 1972 das letzte Bundesliga-Heimspiel der Bundesliga-Saison 1971/72 als Tabellenführer gegen den nur einen Punkt hinter ihnen lauernden Tabellenzweiten FC Schalke 04 mit 5:1 gewannen und ihren insgesamt dritten Meistertitel (den Zweiten in der Bundesliga und den Ersten im Olympiastadion) holten. Insgesamt blieben die Bayern damals (seit dem 7:2-Heimsieg gegen Hannover 96 am 11. April 1970) in 73 aufeinanderfolgenden Bundesliga-Heimspielen ungeschlagen. Diese großartige Serie hielt bis zum 6:3-Heimsieg gegen den 1. FC Köln am 14. September 1974 und endete nach knapp viereinhalb Jahren am 28. September 1974 mit einem 0:2 gegen Schalke.
Im Olympiastadion gewannen die Bayern in 33 Jahren (1972–2005) insgesamt 17 deutsche Meisterschaften, darunter drei Titelhattricks (1972–1974, 1985–1987 sowie 1999–2001). In den bisher 18 Jahren in der Arena konnte die Quote sogar noch verbessert werden. In der neuen Heimspielstätte der „Roten“ folgten weitere 14 Meistertitel; zuletzt in der Saison 2022/23 sogar die elfte Meisterschaft in Serie. Und doch lastet ein Makel über der neuen Arena, wurde doch 2012 das mit viel Spannung erwartete „Finale Dahoam“ gegen den FC Chelsea verloren.